# Jack Daniels
Jack Tupper Daniels (ur. 26 kwietnia 1933 w Detroit) – amerykański pięcioboista nowoczesny i trener biegowy. Dwukrotny medalista olimpijski. Autor książki o treningu długodystansowym Bieganie metodą Danielsa.
Brał udział w dwóch igrzyskach (IO 56, IO 60), na obu zdobywał medale w drużynie. W 1956 Amerykanie (William Andre, Daniels, George Lambert) zajęli drugie miejsce, cztery lata później – Williama Andre zastąpił Robert Beck – byli trzeci.